# SIG SAUER P220
SIG SAUER P220は、スイスのSIG社および当時傘下（現在は独立）であったドイツのザウエル&ゾーン社が1976年に共同開発した警察および軍用の自動拳銃である。

## 概要
SIG社は、軍用拳銃としてP210を生産していた。しかし、P210は高品質・高精度である反面、コストが高く、また、シングルアクション式は時代遅れという風潮があったため、それに替わる存在として開発されたのがP220である（現在ではシングルアクションモデルも存在している）。
現在はP226の登場で.45ACP弾モデルを中心に発売されている。

## 特徴
戦後型のダブルアクションオートマチック拳銃の先駆けの一つであり、P210より簡略化されたがSIG社ならではの高品質、高精度の伝統は残されている。
遊底は肉厚の鋼板をプレス成型したもので、先端には銃身ブッシュを含むノーズセクションが溶接されている。また遊底後半には切削加工されたブリーチブロックが挿入され、側面からロールピンで固定されている。グリップフレームは鍛造されたアルミニウム合金製である。
メカニズム的に特徴的な点は手動の安全装置をいち早く廃止し、その替わりに起きた撃鉄を安全にリリースするためのデコッキングレバーを採用した事があげられる。また、銃身の四角い薬室上部後端と遊底排莢口のブリーチブロック先端をかみ合わせて、ティルトバレル式ショートリコイル機構のロッキングラグの代わりにするという、簡単で確実なショートリコイル機構を備えているのも特徴的である。このショートリコイル方式は、後に多くの自動拳銃で採用され主流となっている。これらの先進的な機構を取り入れているにもかかわらず、マガジンキャッチはマガジン底を押さえる古い形式であった。
P220は、銃身や弾倉を交換する事で9mmパラベラム（9x19mm）の他に.45ACP、.38スーパー、.30ルガーの併せて4種類の銃弾を使用する事が考慮された。これは、民需部門において極めて大きな市場であるアメリカへの輸出を念頭においたものであり、銃の外形は.45ACPに合わせた規格のものとなっている。そのため、本来の9mm弾用としてはかなり大柄であり、また、シングルカラムの弾倉を採用しなければならないために装弾数も制限される事となった。その後アメリカ軍の新型拳銃の要求事項に合わせ、9mm弾の使用だけに最適化されたダブルカラムの弾倉を持つP226が登場した。
.45ACPモデルはBDA（Browning Double Action）という名称で、初期はブローニング社経由でアメリカで市販されたが、現在はSIG SAUER社が発売している。発売当初はアメリカにおいてオートマチック拳銃の市場が成熟していなかった事や、当時のアメリカ国内での知名度の低さから商業的には不調だった。ちょうどコルト・コマンダーのトラブルによってアルミフレーム不信が広がっていた時期であったことから、フレームがアルミ、スライドは鋼だがプレス成型というP220の材質構成も災いしたようである。
|          | M1911                       | BHP                         | P220                                              | Cz75                                              | 92F                                               | P226                                              | グロック17                | SFP9                      | MP-443   |
| -------- | --------------------------- | --------------------------- | ------------------------------------------------- | ------------------------------------------------- | ------------------------------------------------- | ------------------------------------------------- | ------------------------- | ------------------------- | -------- |
| 画像     |                             |                             |                                                   |                                                   |                                                   |                                                   |                           |                           |          |
| 口径     | .45                         | 9mm                         | 9mm .45 等                                        | 9mm                                               | 9mm                                               | 9mm                                               | 9mm                       | 9mm                       | 9mm      |
| 装弾数   | 7発                         | 13発                        | 9発                                               | 15発                                              | 15発                                              | 15発                                              | 17発                      | 15-20発                   | 18発     |
| 銃身長   | 127 mm                      | 118 mm                      | 112 mm                                            | 120 mm                                            | 125 mm                                            | 112 mm                                            | 114 mm                    | 104 mm                    | 112.5 mm |
| 全長     | 216 mm                      | 200 mm                      | 198 mm                                            | 206 mm                                            | 217 mm                                            | 196 mm                                            | 186 mm                    | 187 mm                    | 198 mm   |
| 重量     | 1,130 g                     | 810 g                       | 830 g                                             | 1,000 g                                           | 970 g                                             | 964 g                                             | 703 g                     | 753 g                     | 950 g    |
| 作動方式 | 反動利用 シングルアクション | 反動利用 シングルアクション | 反動利用 シングルアクションおよびダブルアクション | 反動利用 シングルアクションおよびダブルアクション | 反動利用 シングルアクションおよびダブルアクション | 反動利用 シングルアクションおよびダブルアクション | 反動利用 ダブルアクション | 反動利用 ダブルアクション | 反動利用 |

### 自衛隊

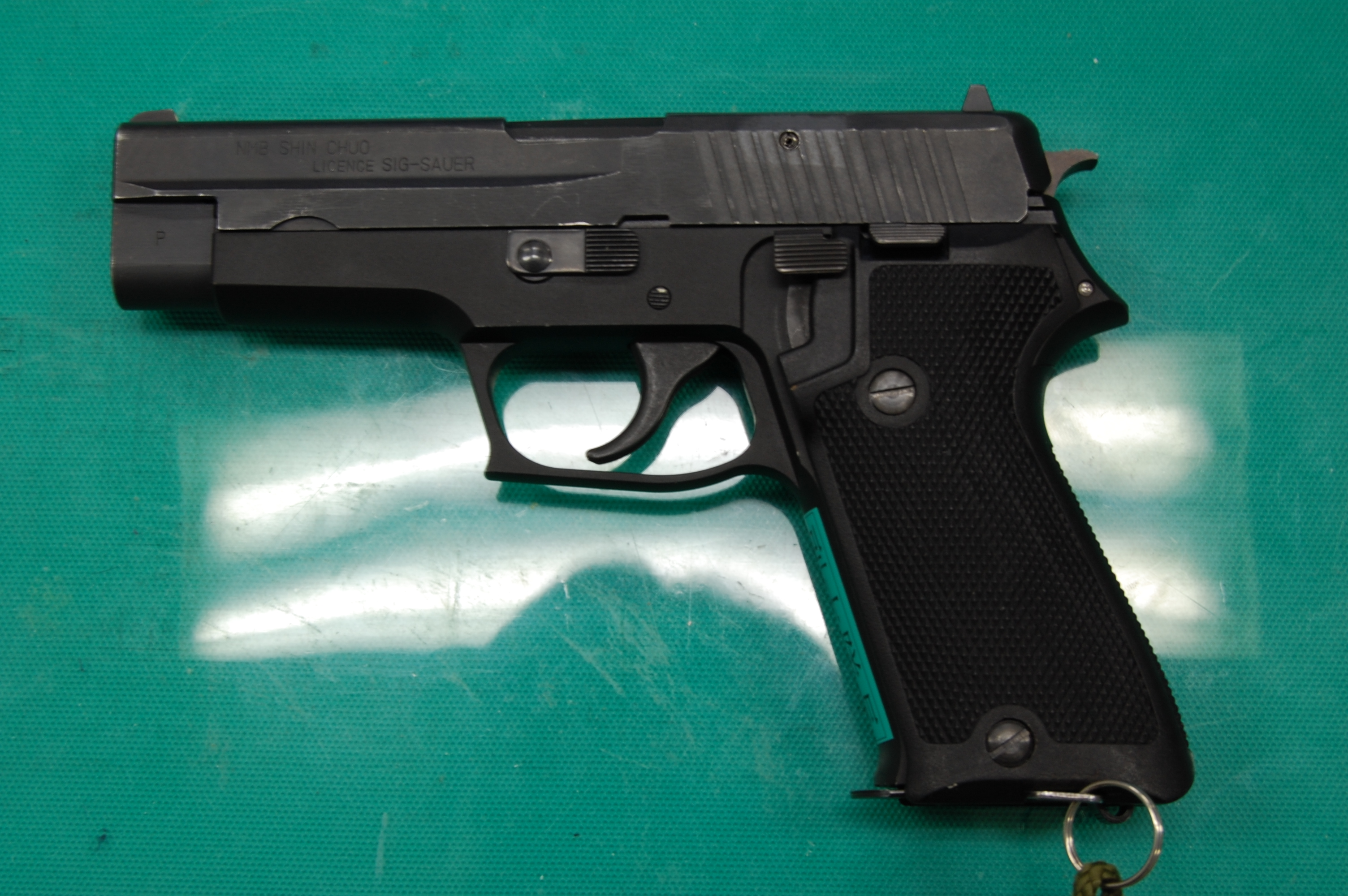
陸上自衛隊で採用された9mm拳銃

スイス軍に1975年にP75の名称でP210の後継として制式拳銃に採用された他、日本の自衛隊でも新中央工業（現ミネベアミツミ）がライセンス生産を行い、1982年に「9mm拳銃」の名称で制式拳銃に採用された。

## バリエーション
P220
P220 Elite Stainless
スライドとフレームがステンレスで、木製グリップを装着したモデル。
P220 SAO
シングルアクションのみ（SAO＝Single Action Only）のモデル。安全装置がアンビセフティになっている。
P220 DAK
ダブルアクションのみ（DAK＝Double Action Kellerman）のモデル。デコッキングレバーが取り外されハンマーが削られている。
P220 Two-Tone
スライドがシルバーになっているモデル、シングルアクションのみのP220ツートンモデル。SAOも存在する。
P220 TB
サプレッサーを取り付けられるようにバレル先端にネジが切ってある。TBは"Threaded Barrel"の略。
P220 Combat
フレームとグリップがデザートカラーになっている。
P220 Elite Dark
リアサイトとフレームの形状、グリップのデザインが変更されている。
P220 Platinum Elite
グリップが白く、スライドがシルバーになっているモデル。
P220 Classic 22
.22LR弾専用モデル。同等のP220用のコンバージョンキットも存在する。
P220 Carry
P220を3.9インチに短くしたモデル。仕様は上記と同様。
P220 Carry Elite Stainless
P220 Carry SAO
P220 Carry DAK
P220 Carry Two-Tone
P220 Carry Two-Tone SAO
シングルアクションのみのツートンモデル。
P220 Carry Two-Tone DAK
ダブルアクションのみのツートンモデル。
P220 Carry Elite
木製グリップ。
P220 Carry Elite Dark
P220 Match
競技向けの5.0インチモデル。
P220 Super Match
スライドがシルバーで木製グリップ、安全装置がアンビセーフティになっている。シングルアクションのみのモデル。
P220 Match Elite
シルバーモデル。
P220 Compact
P220シリーズ最小モデル。マガジン装弾数6発。
P220R Compact
ピカティニー・レール標準装備モデル。
マスターショップ
SIG社のカスタム部門。
P220 X-SIX
競技向けの6.0インチモデル。安全装置がアンビセーフティになっている。シングルアクションのみ。

## P225とP22xシリーズのその後

### P225
P220を小型化したモデルとして「P225」が存在する。P225は1976年、西ドイツ警察に「P6」という名称で採用されている。P225-A1という名称で販売されている。
その後、さらにシリーズ派生型としてP226、P227、P228、P229、P239、P245などが製造された。これら派生型で盛り込まれた改良点はP220にも順次フィードバックされている。
P229から導入された削り出しスライドはすべてのモデルで標準となっており、現在はプレス製のスライドを持った220シリーズは生産されていない。

### P245
P245は、SIG社がP225を45口径化、および小型化したモデルで、主にアメリカで発売されたが、P220 Compactの登場で製造を中止した。
1990年代頃から銃携帯ライセンス取得の緩和、一時的な拳銃の装弾数規制などのアメリカ合衆国の法改正により、アメリカ市場では装弾数10発以下で高威力の護身用の拳銃の需要が高まり、P220はマガジンキャッチをボタン式に変更したアメリカンモデルなど数多くのバリエーションが販売され一定の人気を得るようになった。その後P226同様光学機器を装備できるアンダーレールを装備したものが標準になった。
.22LR弾を使用するためのコンバージョンキットが開発・発売され、その後.22LR弾専用モデルP220 Classic 22が発売された。現在、P220は.45ACPと.22LRの口径のみが販売されている。